# BP-190計画
BP-190計画とはかつてソビエト連邦で計画された有人弾道宇宙飛行計画である。

## 概要
かつて高度190kmまでの弾道飛行を目的としたBP-190 ("Victory")計画があった事が確認される。
1946年から1947年にかけて接収したV2ロケットを基に有人弾道飛行を実施する計画がロケット技術者のMichael Tikhonravovと化学者のNikolai Chernyshevによって策定され、クレムリンで協議された。
この計画では姿勢制御装置や生命維持装置を装備した与圧式カプセルを備え、カプースチン・ヤール から打ち上げ、高度190kmまで上昇後、カプセルが分離してパラシュートで降下して着地寸前に減速用の逆噴射小型ロケットを使用して軟着陸する予定だった。OKB-1の一員だったM.K.Tihonravovが提案した。この計画にはBP-190の名称が与えられ、1947年に作業に着手して1940年代末から1950年代初頭にかけて国内で入手可能な技術で軌道周回と人工衛星の軌道投入に到達可能な速度の実現可能性を実証した。1950年から1953年にかけてTihonravovのチームはロケットの問題の解決に注力した。セルゲイ・コロリョフは当初、彼らを支援していたものの、有人飛行は時期尚早であるとして後に反対の立場にまわる事になる。同時期OKB-1はR-5の受注を抱えていて有人飛行に着手する余裕が無かった。
公式には"Rocket Tikhonravov-Chernyshev."という名称が予定されていたが、Nikolai ChernyshevがBP-190 (高度 190 kmまでの高高度ロケット)という名称を提案した。当初はエレクトロニクスの実用性が不十分だったので2人のパイロットが互いに横に向き合う形で搭乗して操縦する仕様で、もし実現していればおそらく最速の戦闘機よりも操縦が困難だったと想定される。
1945年の半ば以降、最初の計画が実証され、弾道飛行は技術的に可能であるだけでなく適切に判断して操縦すれば複数の実用上の問題を解決すると報告された。
興味深いことにBP-190の開発者達は着地寸前に逆噴射用小型ロケットエンジンを噴射する事により、軟着陸の可能性をもたらした。
計画は航空産業省で承認されなかった。計画の立案者は1946年にヨシフ・スターリンに直訴した。航空産業相のミハイル・クルニチェフから詳細の説明が要求され、TsAGIの副所長のKhristianovichと兵器と電気産業の航空産業の専門家は理論的、技術的に可能であるとの意見を出した。V2ロケットの胴体を少し延長してコックピットに十分な容積を確保して推進剤のタンクの容量を増やすだけだった。
クルニチェフはさらに開発を進めるためにはV2ロケットを原型とする液体ロケットエンジンが最重要で設計局を工場に創設する必要があると信じてさらにクルニチェフはBP-190の大気圏再突入の試験のために類似のV2の試射のデータを精査する事を提案した。
スターリンは全体的に計画を承認したが、Minaviapromaは進捗が遅かったのでTikhonravovはNII-4の所長のAlexei Nesterenkoに支援を要請した。問題の核心に迫り、グループの設計者たちを彼の研究所に移動したものの、状況は期待したほど好転しなかった。多くのミサイルは乗員を飛行から帰還するためには大きな危険が伴った。コロリョフは無人機の概念を提案した。
その結果、計画の名称はスターリンの報告書に記載された"Victory"から三度変更され、単に1段目に搭載されたパラシュートを試験する事を第一の目的とした"観測ロケット"になった。
この計画の後退はTikhonravovと彼のチームを失望させたが、それにもかかわらず公式の報告では実機での試験が実施され、それらは成功してNII-4の複数の所員達はスターリンメダルを授与された。
この計画の策定から15年後にアメリカはユーリイ・ガガーリンの軌道周回飛行の後でマーキュリー・レッドストーン3号が同じ有人弾道飛行を実施した。現在では同じ概念の飛行をヴァージン・ギャラクティックやブルーオリジン等の民間企業が計画している。